# Friedmann Valley
Das Friedmann Valley ist eines der Antarktischen Trockentäler im Viktorialand. In den Quartermain Mountains liegt es westlich des Rector Ridge am Kopfende des Beacon Valley.
Das Advisory Committee on Antarctic Names benannte das Tal 1992 nach dem Biologen Imre Friedmann (1921–2007) vom Polarforschungszentrum der Florida State University, der in allen antarktischen Sommerkampagnen zwischen 1967 und 1987 Mannschaften des United States Antarctic Research Program zur Untersuchung von Mikroorganismen in den Antarktischen Trockentälern geleitet hatte und dabei 1976 gemeinsam mit seiner Ehefrau Roseli Ocampo Friedmann (1937–2005) endolithische Mikroorganismen im in Sandsteinschichten der sogenannten Beacon Supergroup nachweisen konnte.